# アグディスティス

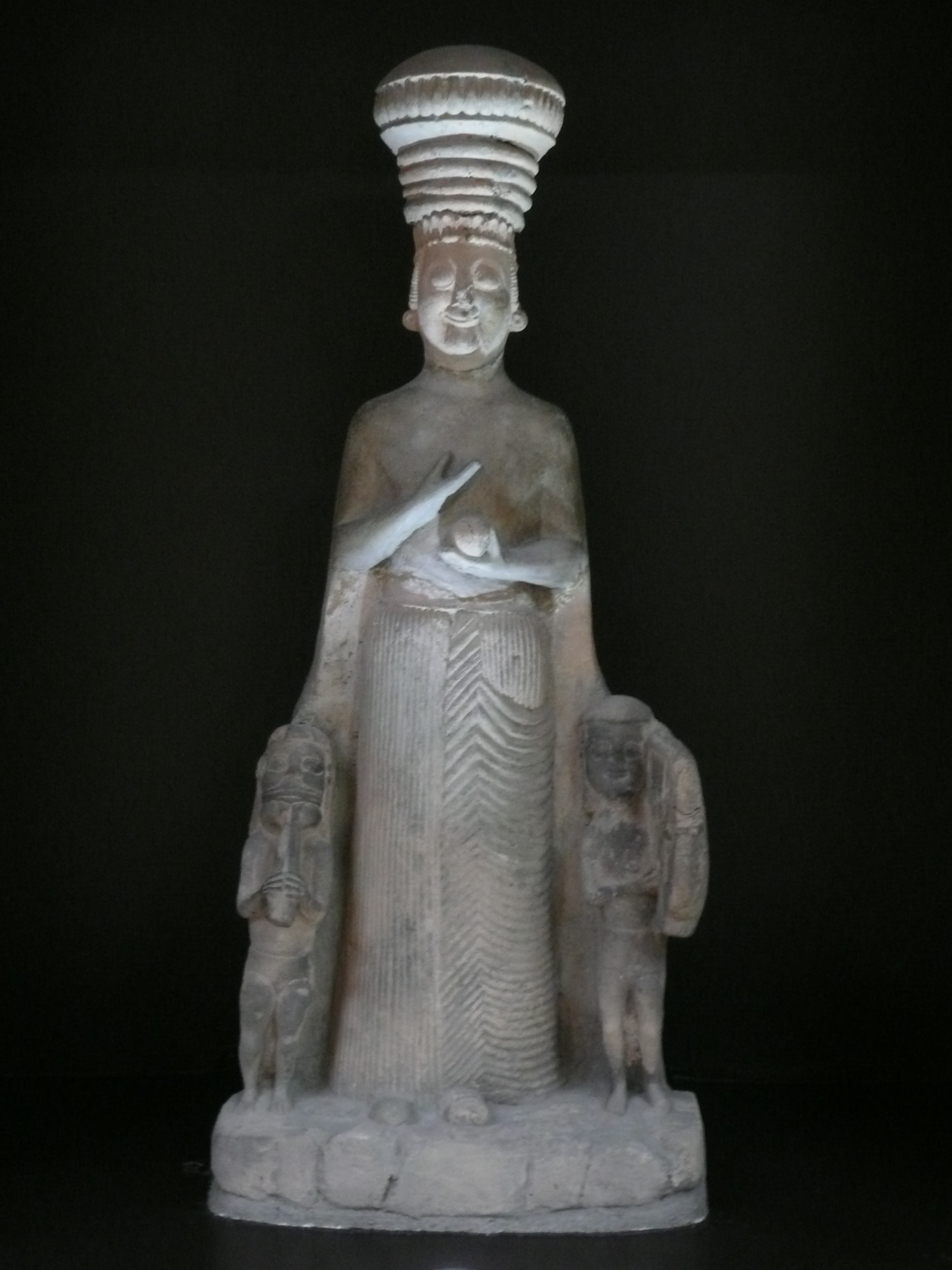
フリギアまたはハットゥシャの近くにある紀元前6世紀中頃のキュベレー/アグディスティス像（アナトリア文明博物館所蔵）

アグディスティス（古希: Αγδιστις, Agdistis）は、小アジア中央部のガラティア地方の都市ペッシヌースで崇拝された両性具有の女神である。ガラティア地方の西のプリュギア地方で崇拝されたキュベレーあるいはギリシア神話の女神レアーと同一視された。古代ギリシアやローマでも知られ、パウサニアースやストラボーンによって言及されている。

## 神話
パウサニアースによるとゼウスが昼寝をしている時に彼の精液が大地に滴り落ち、そこから両性具有のアグディスティスが生まれた。神々はその怪異を恐れてアグディスティスを縛り、その男根を切り落としてしまった。切り取られた男根から生えたアーモンドの木の実を河神サンガリオスの娘（ナナ）が取り、懐に入れると不思議なことに娘は身ごもり、アッティスを生んだ。生まれた赤子は山羊によって世話をされた。
アグディスティスは美しい青年に成長したアッティスに恋した。だが、アッティスはアグディスティスの追求から逃れペッシヌースの王の娘と結婚しようとした。そこでアグディスティスは、その結婚式に乗り込んで姿を現したが、アグディスティスの姿を見たアッティスと王は狂乱して、自らの男性器を切り落とした後に死んだ。アグディスティスは自らの行為を泣きながら後悔し、ゼウスに願ってアッティスの身体が衰えも滅びもしないようにしてもらった。

## 参考書籍
- パウサニアス『ギリシア記』飯尾都人訳、龍渓書舎（1991年）
- ストラボン『ギリシア・ローマ世界地誌』飯尾都人訳、龍渓書舎（1994年）
- 高津春繁『ギリシア・ローマ神話辞典』岩波書店（1960年）